# Hereditäre gingivale Fibromatose
Die Hereditäre gingivale Fibromatose bezeichnet eine Gruppe seltener angeborener Erkrankungen mit dem Hauptmerkmal einer Fibromatose des Zahnfleisches.
Synonyme sind: Autosomal-dominante Gingivahyperplasie; Autosomal-dominante gingivale Fibromatose

## Verbreitung
Die Häufigkeit ist nicht bekannt, die Vererbung erfolgt autosomal-dominant.

## Ursache und Klassifikation
Je nach zugrundeliegender genetischer Veränderung können verschiedene Formen unterschieden werden:
- GINGF1 mit Mutationen im SOS1-Gen im Chromosom 2 am Genort p22.1[2]
- GINGF2 mit Mutationen im Chromosom 5 am Genort 5q13-q22[3]
- GINGF3 mit Mutationen im Chromosom 2 am Genort 2p23.3-p22.3[4]
- GINGF4 mit Mutationen im Chromosom 11 am Genort 11p15[5]

## Im Rahmen von Syndromen
- Fibromatose, gingivale - progressive Schwerhörigkeit (Jones-Syndrom)
- Gingivale Fibromatose - Gesichtsdysmorphien[6]
- Gingivale Fibromatose-Hypertrichose-Syndrom (CGHT; Hirsutismus - kongenitale gingivale Hyperplasie; Hypertrichose mit oder ohne gingivaler Hyperplasie; Kongenitale generalisierte Hypertrichosis terminalis)[7]
- Jones-Syndrom
- Juvenile hyaline Fibromatose
- Mannosidose
- Ramon-Syndrom
- Rutherfurd-Syndrom
- Infantile systemische Hyalinose
- Zimmermann-Laband-Syndrom[8]